# Fjällskogsgrimmia
Fjällskogsgrimmia (Grimmia anomala) är en bladmossart som beskrevs av Hampe in W. P. Schimper 1876. Fjällskogsgrimmia ingår i släktet grimmior, och familjen Grimmiaceae. Enligt den finländska rödlistan är arten akut hotad i Finland. Enligt den svenska rödlistan är arten nära hotad i Sverige. Arten förekommer i Nedre Norrland och Övre Norrland. Artens livsmiljö är klippstränder vid sötvatten. Inga underarter finns listade i Catalogue of Life.